# استیون وارناک
استیون وارناک (به انگلیسی: Stephen Warnock) بازیکن فوتبال زادهٔ ۱۲ دسامبر ۱۹۸۱ اهل کشور انگلستان که سابقهٔ بازی در تیم ملی فوتبال انگلستان را در کارنامهٔ خود دارد. وی در تاریخ ۱ ژوئن ۲۰۰۸ نخستین بازی ملی خود را در مقابل تیم ملی فوتبال ترینیداد و توباگو انجام داد و با حضور در ۲ بازی ملی، در تاریخ ۱۷ نوامبر ۲۰۱۰ واپسین بازی ملی‌اش را در برابر تیم ملی فوتبال فرانسه برگزار کرد.